# Tachi (piłkarz)
Tachi, właśc. Alberto Rodríguez Baró (ur. 10 września 1997 w Fuenlabradzie)– hiszpański piłkarz grający na pozycji środkowego obrońcy w hiszpańskim klubie CD Mirandés.
Wychowanek Getafe CF i Atlético Madryt. W swojej karierze grał też w Atlético Madryt B, Deportivo Alavés, CF Fuenlabradzie i Wiśle Kraków.